# Billy Jim
Billy Jim è un film muto del 1922 diretto da Frank Borzage.

## Produzione
Il film fu prodotto dalla Fred Stone Productions.

## Distribuzione
Distribuito dalla Robertson-Cole Distributing Corporation, il film uscì nelle sale cinematografiche USA il 29 gennaio 1922.
Non si conoscono copie ancora esistenti della pellicola che viene considerata presumibilmente perduta.